# I sínodo diocesano de Santo Domingo
El I sínodo diocesano de Santo Domingo fue una reunión convocada por el obispo de Santo Domingo Alonso de Fuenmayor el segundo semestre de 1539, y representaría el primer sínodo diocesano realizado en la América colonial de la que se tiene conocimiento. Si bien es cierto, prácticamente se desconoce su contenido debido principalmente a diversos incendios y estragos ocasionados por terremotos (especialmente los de 1614 y 1673); se sabe de su existencia por el acta del sínodo diocesano fechada el 30 de junio de 1610 enviada al Rey de España por el arzobispo Fray Cristóbal Rodríguez Xuárez.
Respecto a los temas tratados, la reunión se abocó a planificar la acción pastoral institucional de la iglesia, aunque por cierto no consideró una sistematización de esta sobre los esclavos negros, centrándose sólo en el problema de su bautizo.